# Daniel Urrabieta Vierge

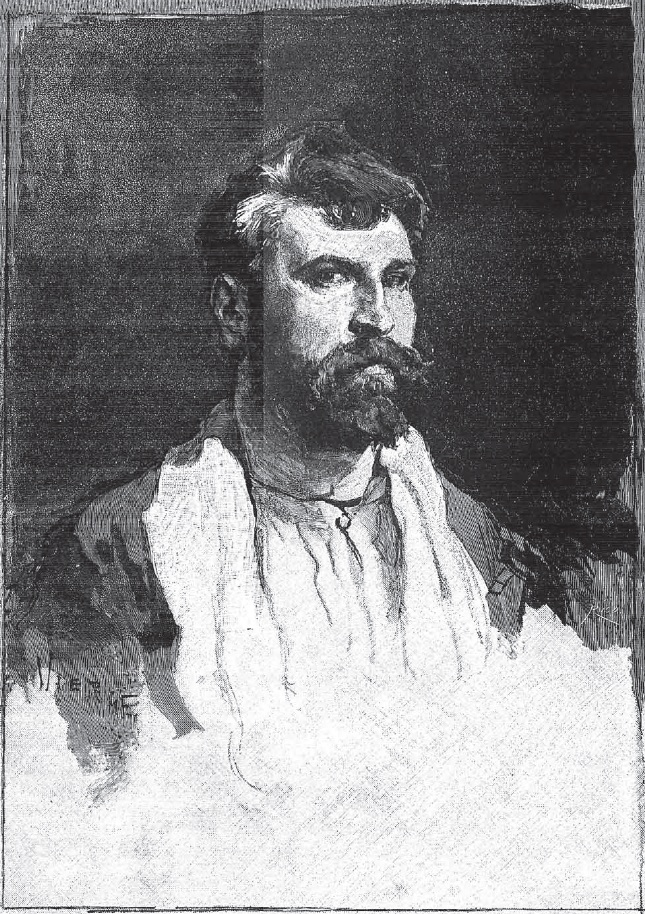
Daniel Urrabieta Vierge, Selbstporträt.

Daniel Urrabieta Ortiz y Vierge (auch: Daniel Vierge; * 5. März 1851 in Madrid, Spanien; † 10. Mai 1904 in Boulogne-sur-Seine, Frankreich) war ein spanischer Maler, Zeichner und Illustrator, der hauptsächlich in Paris wirkte. Er war der Sohn des Zeichners Vicente Urrabieta y Ortiz. Er signierte seine Werke mit seinem zweiten Namen „Vierge“ oder „D. Vierge“. Die ersten Jahre lebte die Familie in Spanien, die meiste Zeit seines Lebens verbrachte er jedoch nach einem Umzug der Familie in Frankreich. Er arbeitete für Zeitschriften wie die Le Monde Illustré. Im Alter von dreißig Jahren erlitt er eine Hemiplegie, von der er sich erst nach Jahren erholen sollte und die ihn zwang, mit der linken Hand zu zeichnen. Er illustrierte mehrere Werke von Victor Hugo, sowie Klassiker der spanischen Literatur, wie Don Quijote de la Mancha und La vida del Buscón.

## Leben

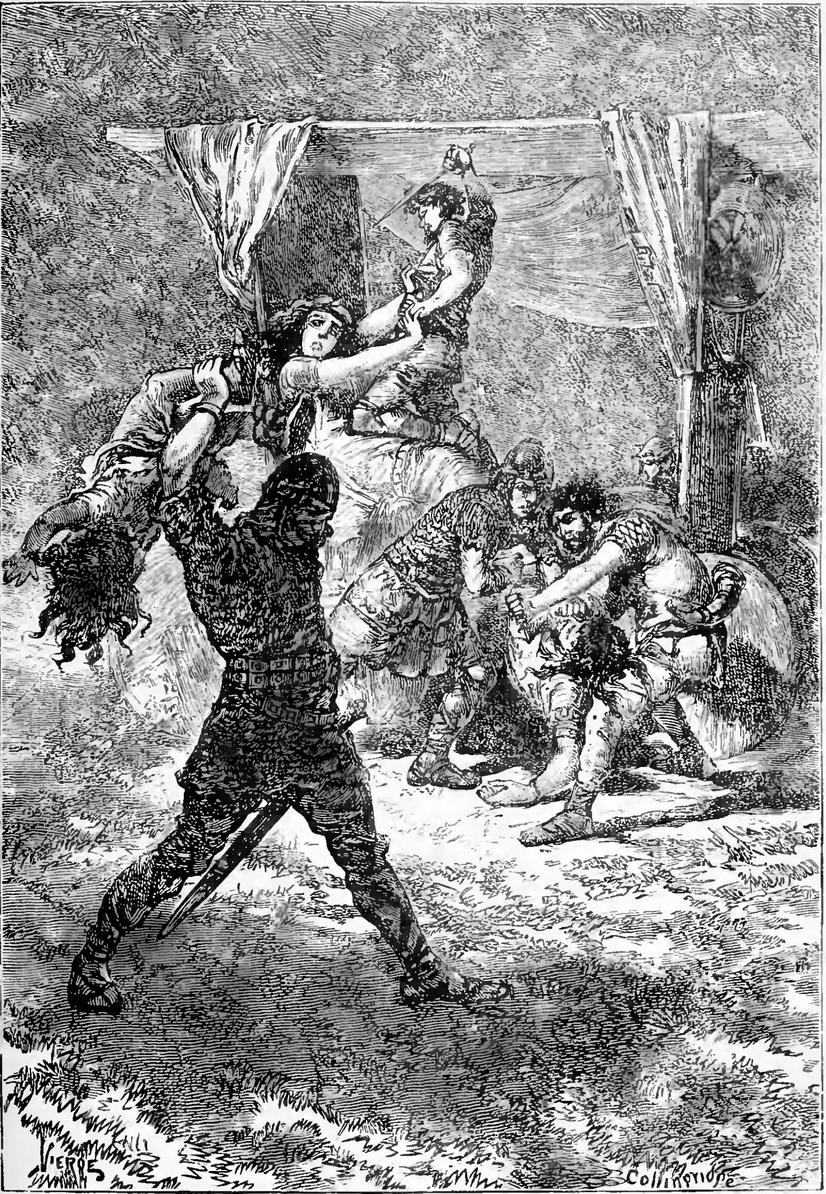
Illustration der Histoire de France von Jules Michelet (1880), gezeichnet von Vierge, gestochen von Arthur Collingridge.

### Jugend
Vierge wurde in Madrid geboren als Sohn des Illustrators Vicente Urrabieta y Ortiz und der Juana Vierge de la Vega. Er begann seine Ausbildung an der Escuela de Bellas Artes de Madrid. Vierge selbst berichtet, dass er seine Ausbildung dort 1864 begonnen habe und sein Lehrer Federico Madrazo gewesen sei. Bereits 1867 illustrierte er «Madrid la Nuit» von Eusebio Blasco.

### Umzug nach Paris
Früh ging er mit seiner Familie nach Paris, wahrscheinlich um 1869, auf der Suche nach Glück und angetrieben durch sein spanisches Temperament. Er begann 1870 für die Le Monde Illustré zu arbeiten, gerade bei Ausbruch des Deutsch-Französischen Krieges, wo er, wie viele andere Illustratoren, stark von der kraftvollen Persönlichkeit von Edmond Morin beeinflusst wurde; Dieser Einfluss ist in Werken wie Fusillade de la rue de la Paix dans la journée du 22 mars, á deux heures de l’après midi (Erschießungen in der Rue de la Paix am 22. März, um zwei Uhr Nachmittags), Lyon – La fête des écoles – Le banquet sur l’herbe (Lyon – das Fest der Schulen Das Bankett...), oder Souvenir de Coulmiers deutlich wahrnehmbar. 1871 erlebte er und illustrierte er die Ereignisse der Pariser Kommune, und in diesem Zusammenhang zeichnete er auch Porträts der Revolutionsführer wie Gustave Flourens und Raoul Rigault.

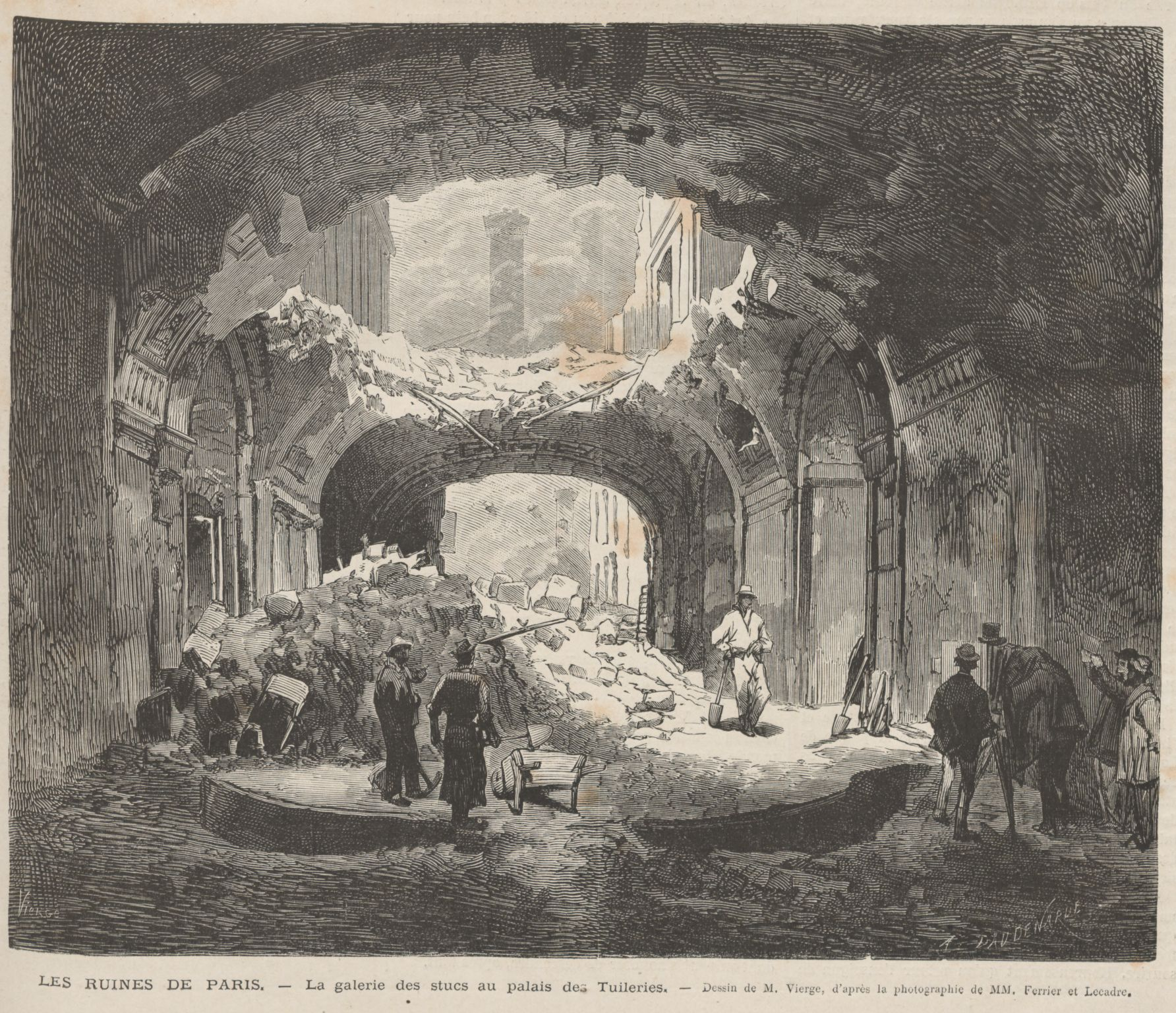
Ruinen des Palais des Tuileries después de la Pariser Kommune, gezeichnet von Vierge, gestochen von Amédée Daudenarde, Le Monde Illustré, 1871.

Vierge fertigte für die Monde auch zahlreiche Illustrationen zum Tercera Guerra Carlista (Dritten Carlistenkrieg). Er gehörte zu den Künstlern, die die Technik der Guillotaje einführte, die den Holzschnitt ersetzte. Der Maler stellte bald die außergewöhnliche Kraft und Bildhaftigkeit seiner Kunst unter Beweis: Neben seiner Hingabe an eigene Werke arbeitete er auch an Illustrationen, die von Korrespondenten aus anderen Ländern eingesandt wurden, wie zum Beispiel an Werken von Luc-Olivier Merson aus Rom und von seinem eigenen Bruder Samuel Urrabieta in Spanien.
Von 1871 bis 1878 entwickelte er seinen markanten Stil. In diesen Jahren fertigte er einige seiner bekanntesten Zeichnungen an 1873 illustrierte er mit bemerkenswerter Kraft und Können L’Année terrible von Victor Hugo und wirkte an einer Ausgabe von Les Miserables (1882) mit. Sein Schaffen schien zu wachsen mit der Bewunderung des Schriftstellers. Eines seiner wichtigsten Werke als Illustrator war die Histoire de France (Geschichte Frankreichs) von Jules Michelet in der Lacroix-Ausgabe von 1880. Zwischen 1877 und 1878 arbeitete er in Paris mit dem Maler und Kupferstecher Ramón Canudas Serra, einem Katalanen, zusammen. 1878 wurde er von der Le Monde Illustré entsandt um die Hochzeit von Alfons XII. mit María de las Mercedes de Orleans, die am 23. Januar stattfand, grafisch darzustellen. Seine Werke erschienen auch in La Ilustración Española y Americana und der La Revue Illustré, 1879 zeichnete er für La Vie Moderne und reiste 1880 zusammen mit dem Maler Martín Rico durch Galizien und Kastilien, um Illustrationen anzufertigen. Zu dieser Zeit begann er, eine Ausgabe des Historia de la vida del Buscón (Das Lebens von Buscón) von Francisco de Quevedo zu illustrieren.

### Lähmung und Gesundung

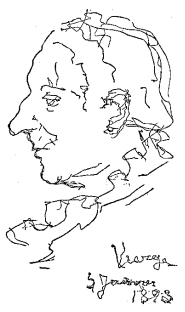
Erste Zeichnung Vierges nach der Lähmung 1893.

Vierge erlitt entweder 1881 oder 1882 einen Anfall von halbseitiger Lähmung (Parese, Hemiplegie), während er an dem Buscón arbeitete. Die rechte Hälfte seines Körpers blieb gelähmt, seine Sprache und sein Gedächtnis waren beeinträchtigt, aber es gelang ihm sich teilweise zu erholen. Er konnte später auch seine Arbeit wieder aufnehmen, indem er lernte, mit der linken Hand zu zeichnen. 1888 war er einer der Förderer der Zeitschrift L’Estampe Originale Am 29. September 1889 gewann er sogar eine erste Medaille in der Weltausstellung Paris 1889. In einer Ausgabe der La Ilustración Artística vom 10. Februar 1890, in der auch ein Porträt von ihm vorangestellt wurde (eine Zeichnung von Paul Renouard), finden sich einige seiner Illustrationen, die für Künstler wie Tony Beltrand, August Lèpere, Clément Bellenger und Florian hergestellt wurden. 1891 illustrierte er L’Espagnole von Émile Bergerat und im selben Jahrzehnt Le Cabaret des trois vertus (Das Kabarett der drei Tugenden).

„Es war einmal ein Kind, dem die guten Feen, die bei seiner Geburt den Vorsitz hatten, zustimmten, sein Leben durch Farben und Linien zu vergrößern. Und so wie ein berühmter Dichter sagte, das Leben habe für ihn kein anderes logisches Ziel als für die Herstellung eines guten Buches, und so könnte unser Künstler denken, dass die höchste Handlung eines Menschen darin bestehe, eine gute Cuadro (Illustration) zu malen. In einem sehr jungen Alter kam er um zu malen. So sehr, dass Paris, welches in der Regel keine Mutter sein möchte und auch nicht die geschwollenen Brüste des Safts spürt für die ihren, ihn in seiner strengen Zugehörigkeit zur Kunst adoptiert hat und der Name von Daniel Vierge kam in kurzer Zeit so weit, die Klangfülle und den Ruhm zu erlangen eines Wortes, das für die Unsterblichkeit geschnitten wurde.“

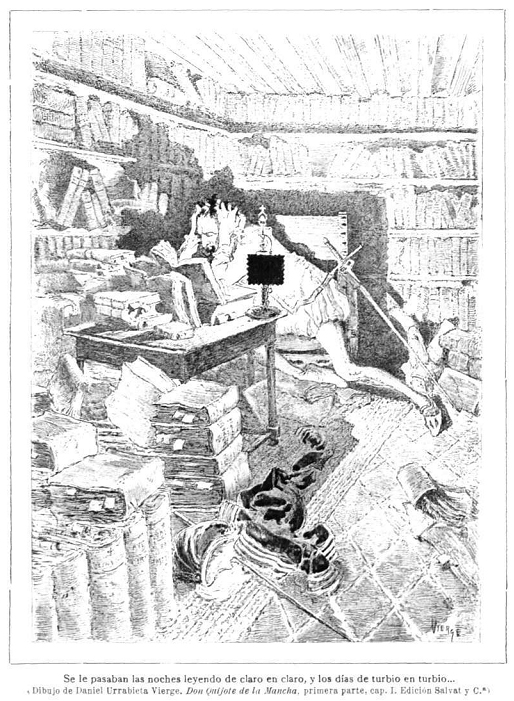
Illustration für El ingenioso hidalgo Don Quijote de la Mancha, 1916, Salvat & C.ª.

Eines seiner herausragendsten Werke, bereits mit der linken Hand ausgeführt, war eine Serie von Zeichnungen für eine Ausgabe von Don Quijote (Die Geschichte des tapferen und gerissenen wandernden Ritters Don Quixote de la Mancha), in der Übersetzung von Thomas Shelton und veröffentlicht 1906. Fraguas bezeichnete diese Zeichnungen als «el clímax de su arte» (Gipfel seiner Kunst). Auch Mancing bekräftigt, Vierge habe eine „Harmonie zwischen Illustration und Text erreicht, die nur selten ihres Gleichen findet, wenn überhaupt jemals in einer Ausgabe des Romans von Miguel de Cervantes“. Für Ricardo Gutiérrez Abascal («Juan de la Encina») geht das Werk von Vierge für den Don Quijote allerdings „nicht über das rein Malerische hinaus – eine Art Illustration fortunysta“. Für seine Inspiration für dieses Werk reiste Vierge 1893 durch La Mancha, begleitet von dem mancha-ischen Maler Carlos Vázquez, um seine Eindrücke zu dokumentieren und Skizzen und Zeichnungen in Argamasilla de Alba, Alcázar de San Juan und Campo de Criptana anzufertigen. Er wollte damit spätere Ausgaben des Don Quijote illustrieren.

### Letzte Lebensjahre
1898 organisierte die Galerie Pelletan-Helleu in Paris eine Ausstellung seiner Illustrationen für Le Dernier Abencérage von François-René de Chateaubriand und im folgenden Jahr gab es eine andere Ausstellung seiner Werke (unter anderem die Illustrationen zum Don Quijote) in der «Galería Art Nouveau» ebenfalls in Paris. 1898 arbeitete Vierge für L’Image, eine Zeitschrift, die sich der Darstellung der Holzschnitt-Technik verschrieben hatte und zwei Jahre später, in der Weltausstellung Paris 1900, gewann er einen ersten Preis. Vierge verband sich auch mit dem asturianischen Maler Evaristo Valle, den er in Frankreich kennenlernte und der später, als er am Anfang des Jahrhunderts nach Spanien zurückkehrte, als „Schüler des berühmten Vierge, von Paris“ angekündigt wurde. 1902 stellte Vierge im «Nuevo Salón» eine Szene des Deutsch-Französischen Krieges aus.
Die La Ilustración Artística schreibt, Vierge habe „für Spanien eine kindliche Liebe bewahrt und es scheint, das seine Abwesenheit in ihm den Kult für die lokalen Farben seiner Heimat belebt hat und ihn eine unerreichte Einzigartigkeit des Geschmacks entwickeln ließ.“ und in den Worten von José Francés («Silvio Lago»): „Trotz der Zeit und der Entfernung behielt Daniel Vierge immer eine tiefe Liebe zu Spanien“. Letzterer schreibt auch, das seine Frau Clara und seine Mutter hatten, zumal er beide überlebte. Seine Mutter starb erst im April 1904, etwas mehr als einen Monat vor seinem eigenen Tod in Boulogne-sur-Seine am 10. Mai 1904. Sein Haus in Boulogne-sur-Seine, in dem er seine letzten zwanzig Jahre lebte, war klein und hatte einen schmalen, langgestreckten Garten. Es war relativ bescheiden im Gegensatz zum Luxus, den sich Pariser Künstler oft gönnten. Vierge wurde auf dem Cimetière Montparnasse beigesetzt. Im Winter 1912 wurde zu seinen Ehren nochmals eine Ausstellung seiner Werke im Pavillon de Marsan organisiert.

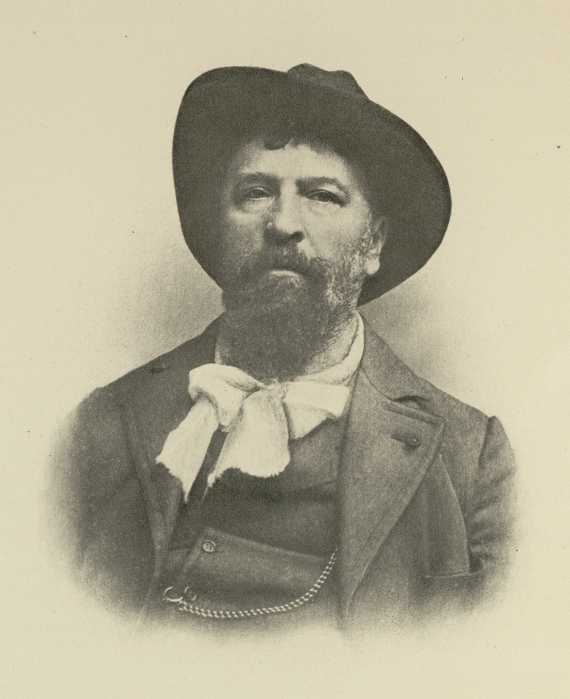
Porträt-Fotografie von Vierge auf den Anfangsseiten einer Ausgabe des Don Quijote.

Der amerikanische Kritiker Joseph Pennell schreibt:

„Ich denke einer der Spaniarden, die mit Fortuny und Rico in eine Klasse eingereiht werden sollten, und in der Tat über ihnen, als ein Stift-Zeichner und Illustrator, ist Vierge, ein Mann, der all die Stift-Zeichner-Kunst von Fortuny und Menzel hat, die Farbe und Brillanz von Rico, die Grazie und Schönheit von  Abbey, die Exzentrizität und den Mut von Blum, Brennan und Lungren; in einem Wort, ein Mann der, in den wenigen kurzen Jahren seines Wirkenden Lebens, sich als der größte illustrator erzeigt hat, der je gelebt hat. Ich schätze Vierge daher über Fortuny und Rico, weil er sich selbst mehr den Schwarz-Weiß-Arbeiten gewidmet hat.“

Eusebio Blasco lobte Vierge und wies darauf hin, dass es eine Notwendigkeit gewesen sei nach Frankreich zu gehen, damit seine Karriere als Zeichner überhaupt gelingen konnte. In einem Brief von Martín Rico an Abelardo de Carlos, den Gründer der La Ilustración Española y Americana, welcher in dieser Zeitschrift Zusammen mit einem Abschnitt von Eusebio Martínez de Velasco, vergleicht Ríco die Werke von Vierge mit denen von Adolph von Menzel, auch wenn sie beide in gänzlich verschiedenen Genres arbeiten. Jean-Louis-Ernest Meissonier betrachtet ihn, ebenfalls zusammen mit Menzel, als einen der besten Zeichner des Jahrhunderts. Gleichwohl ist Vierge im Laufe der Zeit in Spanien in Vergessenheit geraten. Dennoch ist seine Wirkung auf andere Autoren wie Thomas Hart Benton oder Howard Pyle; nicht zu unterschätzen und er wurde als „Vater der modernen Illustration“ bezeichnet.

## Galerie

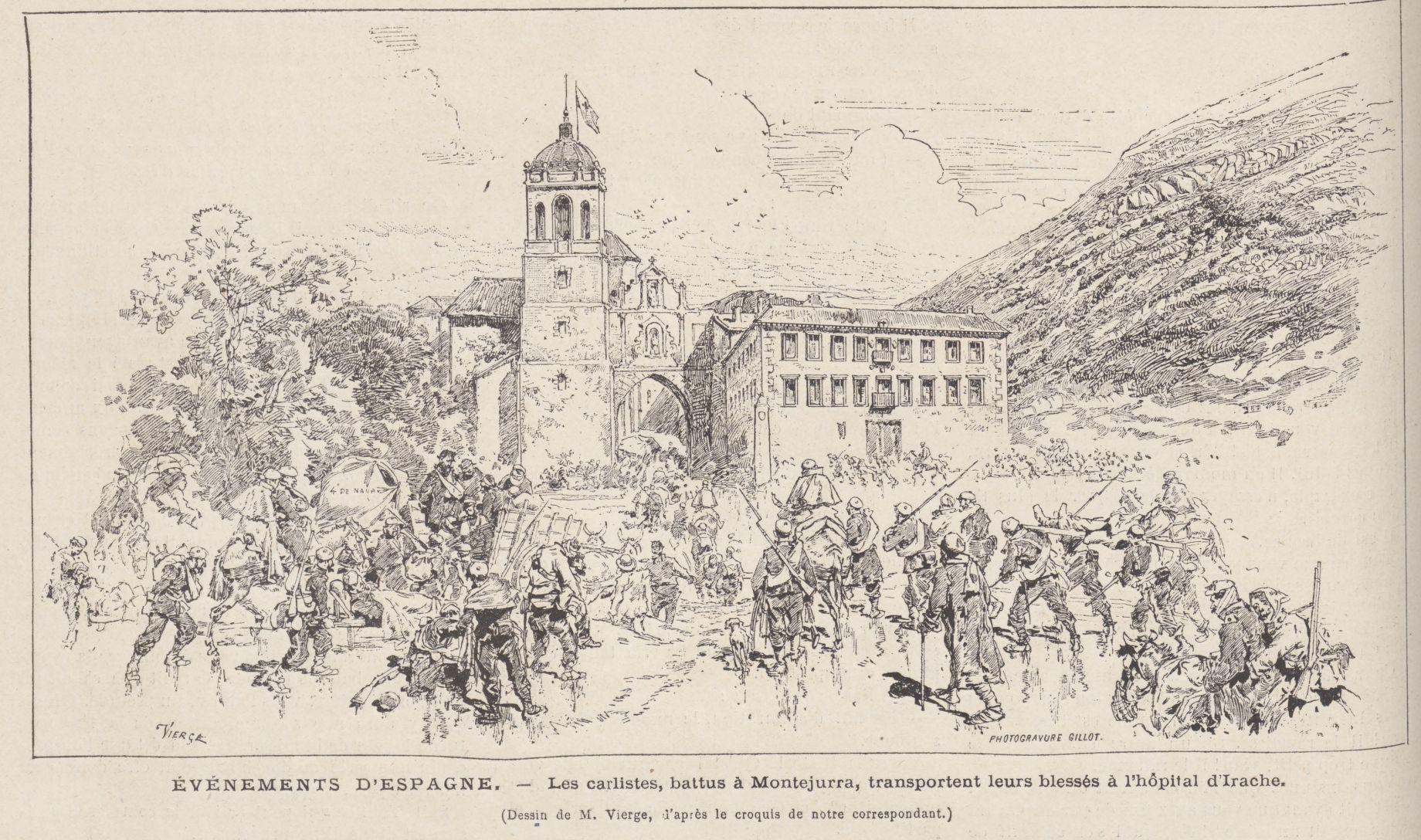
Illustration zum Dritten Karlistenkrieg, Le Monde Illustré, 1876.
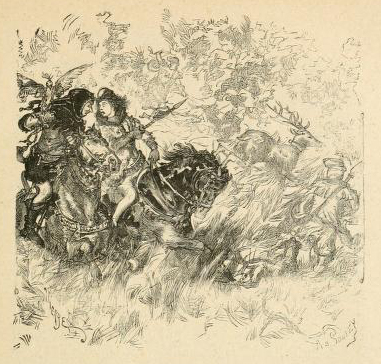
Illustration der Histoire de France, 1880.
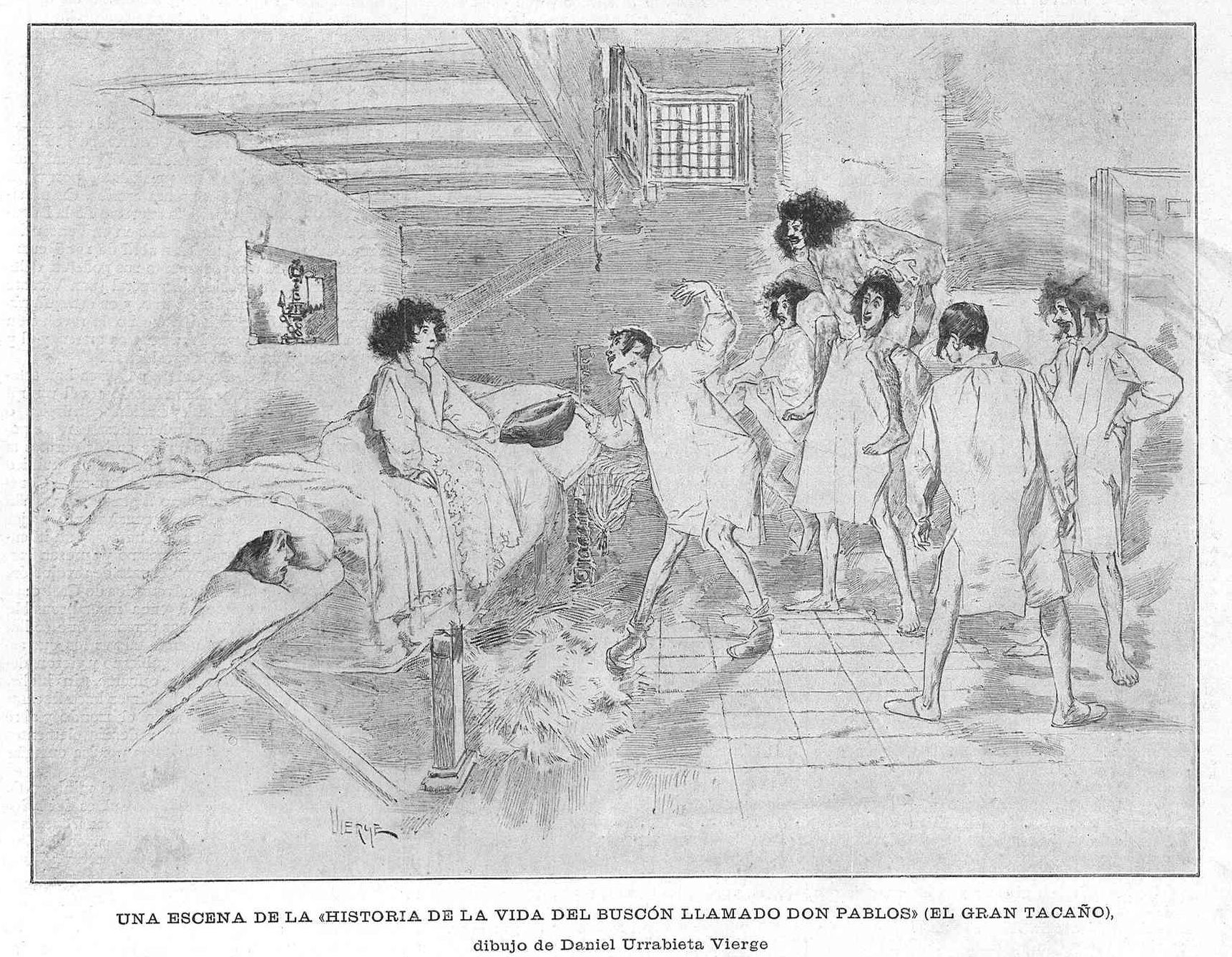
Illustration des La vida del Buscón, La Ilustración Artística, 1909.
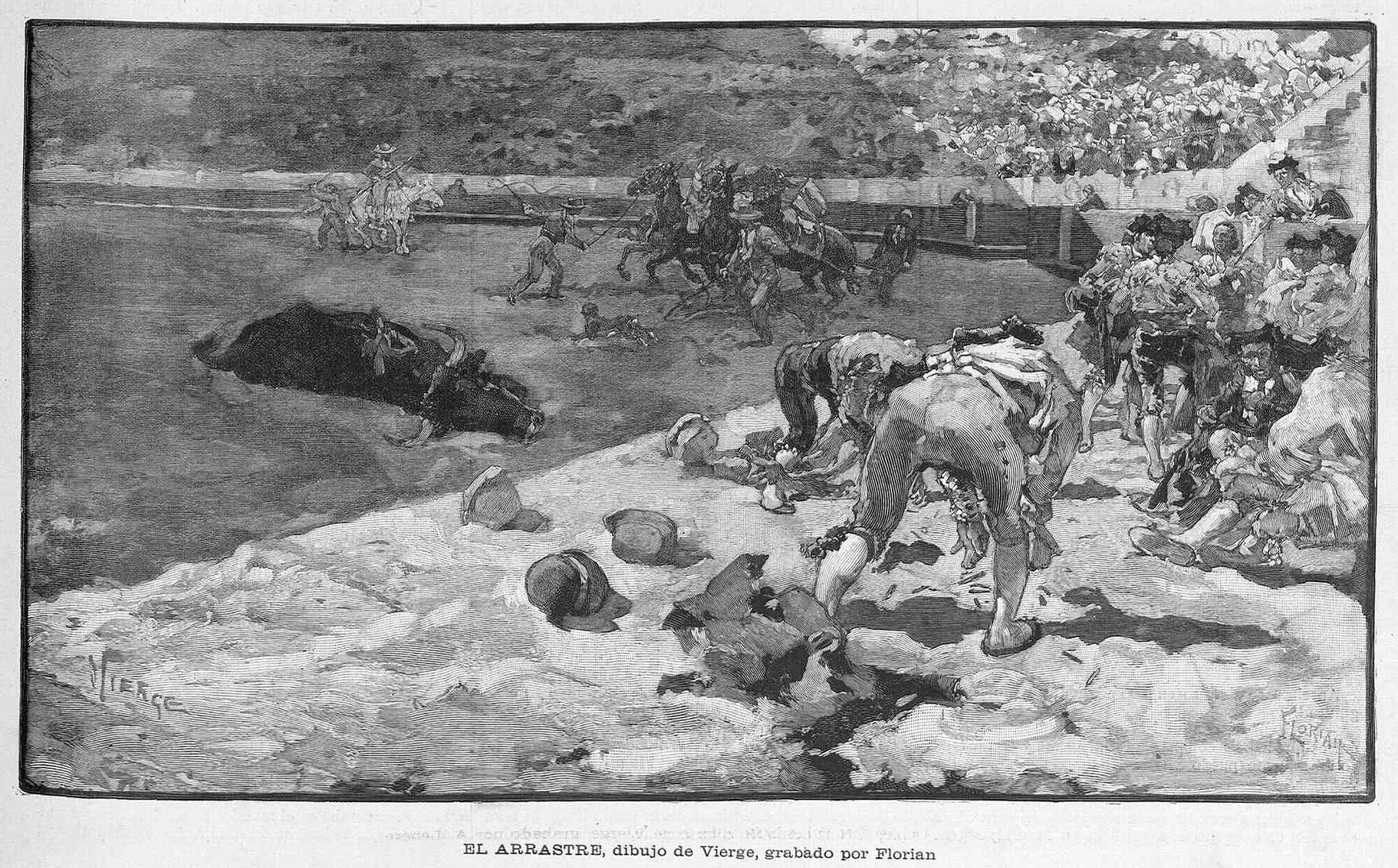
El arrastre, La Ilustración Artística, 1890.
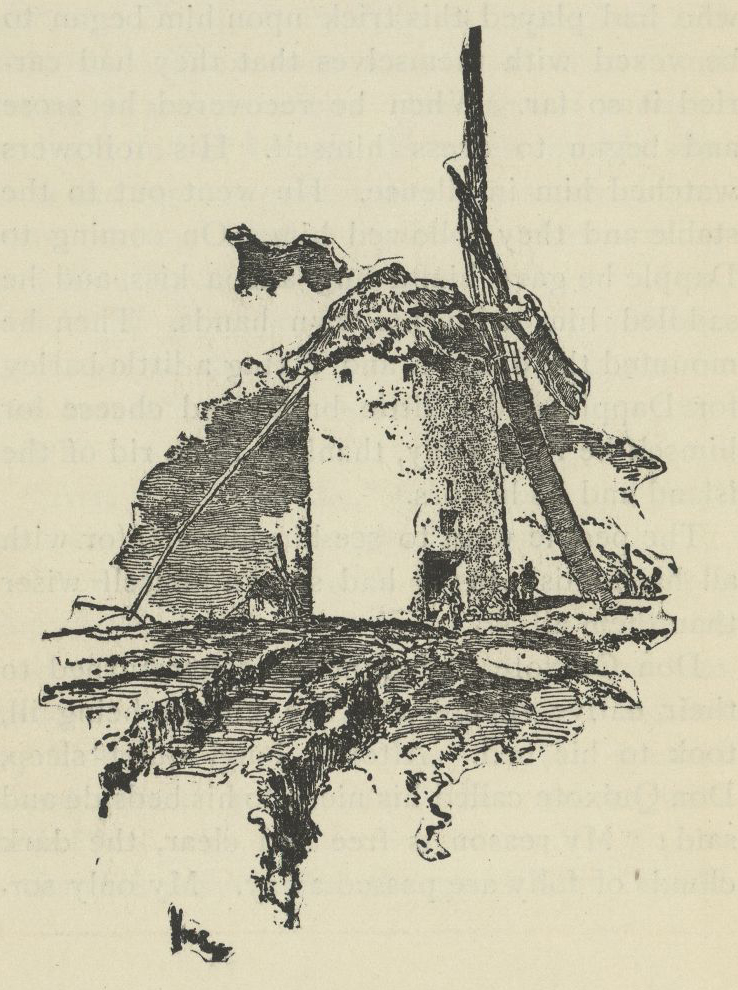
Ilustración de Don Quixote de la Mancha, 1909.

## Werke

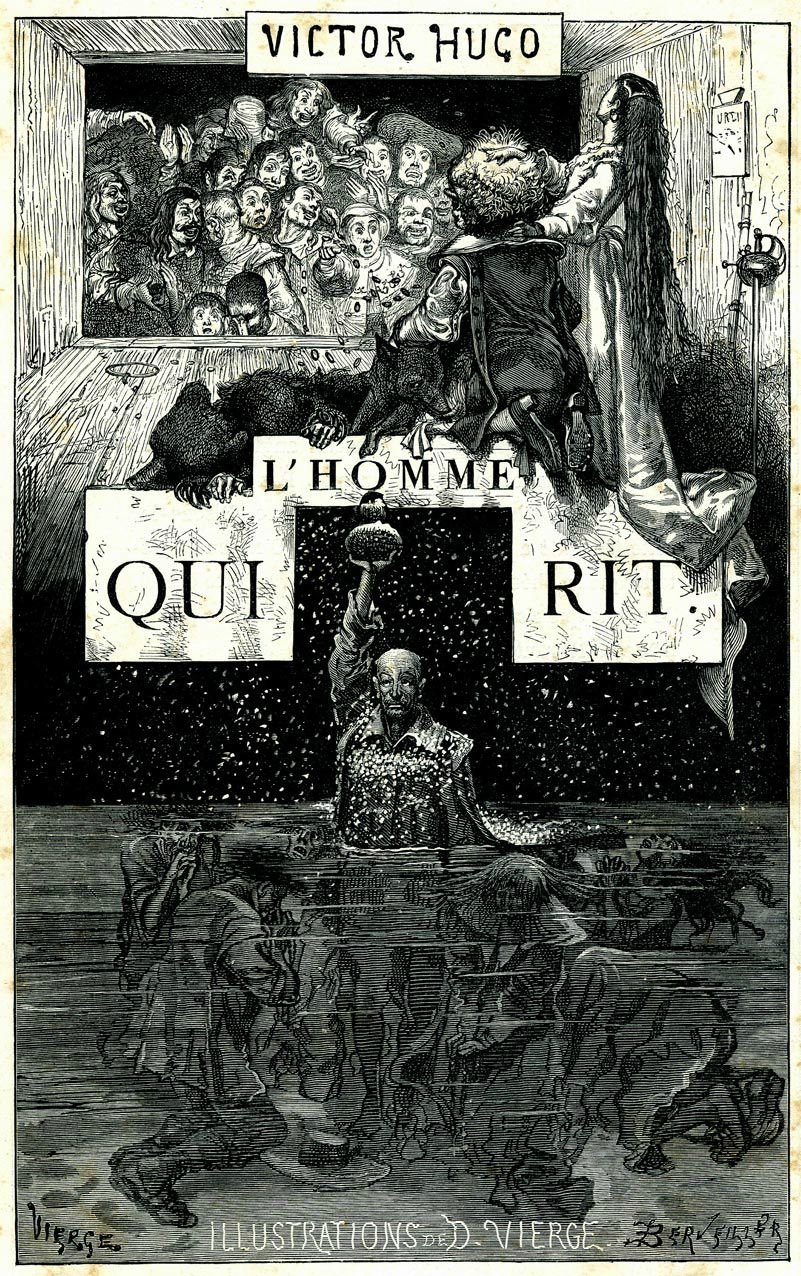
Illustration von Vierge, im Roman L’Homme qui rit von Victor Hugo.

- 1874 – L’année terrible, Gedichtsammlung von Victor Hugo, illustriert zusammen mit Léopold Flameng.[78]
- 1875 – Gil Blas de Santillane, von Alain-René Lesage.[79]
- 1877 – Les travailleurs de la mer, von Victor Hugo.[80]
- 1886 – L’Homme qui rit, von Victor Hugo, zusammen mit Georges Rochegrosse.[81]
- 1894 – La nonne alferez, Autobiografie von Catalina de Erauso übers.: José María de Heredia, il. Daniel Vierge, Stiche von Privat-Richard.[82]
- 1896 – On the Trail of Don Quixote, von August F. Jaccaci.[83]
- 1897 – Les Aventures du dernier Abencerage, de François-René de Chateaubriand.[84]
- 1901 – Leyendas, von José Zorrilla, ed. Manuel Pedro Delgado, mit Il. von Vierge und anderen spanischen Künstlern.[85]
- 1902 – Pablo de Ségovie, el Gran Tacaño, von Francisco de Quevedo, übers. J.H. Rosny, il. mit 120 Zeichnungen von Daniel Vierge.[86]
- 1906 – The History of the Valorous and Witty Knight-Errant Don Quixote of the Mancha, Miguel de Cervantes.[87]
- 1910 – Les Ames du purgatoire, von Prosper Mérimée, ed. Charles Meunier, mit 10 Il. von Vierge.[88][89]
- 1916 – Don Quijote de la Mancha (El ingenioso hidalgo don Quijote de la Mancha), Miguel de Cervantes, editorial Salvat.[90]

## Literatur

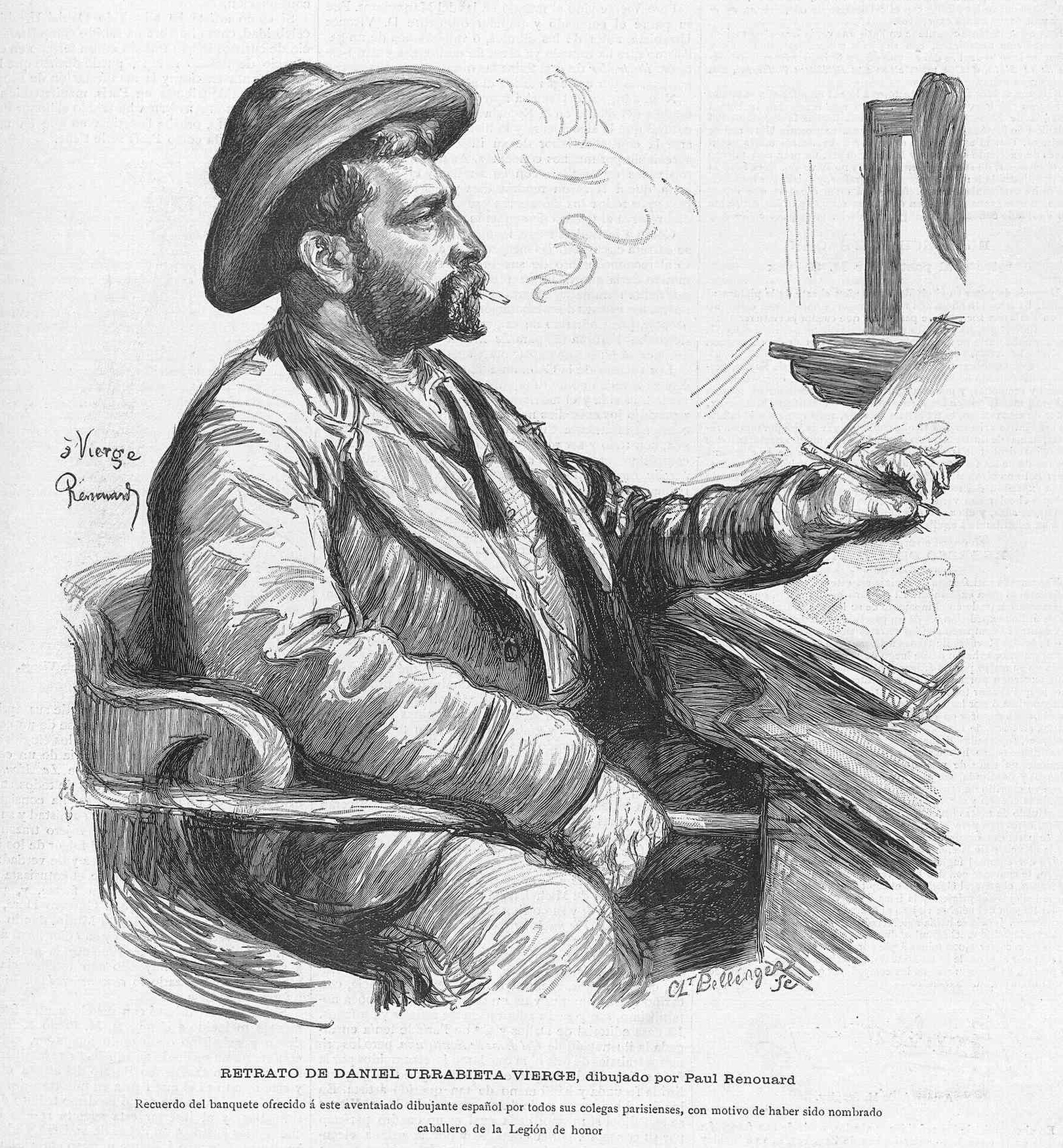
Porträt von Vierge, von Paul Renouard, La Ilustración Artística, 1890.